# Erioptera juvenilis
Erioptera juvenilis är en tvåvingeart som beskrevs av Alexander 1933. Erioptera juvenilis ingår i släktet Erioptera och familjen småharkrankar. Inga underarter finns listade i Catalogue of Life.